# كابتن سيميان
```
كابتن سيميان
 هو مسلسل رسوم متحركة أمريكي عرض لأول مره في 
7 سبتمبر
 
1996
 واستمر عرضه حتى 
21 يونيو
 
1997
 تمت دبلجة المسلسل للغة العربية بواسطة مركز الزهرة وعرض على قناة سبيس تون .
[
1
]
[
2
]
[
3
]
```

## روابط خارجية
- Official Website (via Internet Archive)
- Ron "Keeper" O'Dell's Captain Simian & the Space Monkeys Site
- كابتن سيميان على موقع IMDb (الإنجليزية)
- كابتن سيميان على موقع كينوبويسك (الروسية)
- كابتن سيميان على موقع قاعدة بيانات الفيلم (الإنجليزية)
- Splitzy's Planet of Space Monkeys